# عبد الرحمن بلال
عبد الرحمن بلال الصادق (مواليد 11 يناير 2001) هو لاعب كرة قدم قطري يلعب كظهير أيمن.

## مسيرة اللاعب
لعب في النادي العربي و نادي معيذر.